# Harald Jäger
Harald Jäger, né le 27 avril 1943 est un ancien lieutenant-colonel de la Stasi au temps de la République démocratique allemande (RDA) et de la Guerre froide. Il fut chargé de contrôler la frontière intérieure allemande. Il est connu pour avoir désobéi aux ordres et ouvert le point de passage de la Bornholmer Strasse le 9 novembre 1989 lors de la chute du mur de Berlin.

## Biographie

### Jeunesse et éducation
Harald Jäger grandit à Bautzen. Il apprend à fabriquer des fours. En 1961, il est volontaire pour intégrer la police aux frontières est-allemande qui sera connue plus tard comme Nationale Volksarmee (NVA), l'armée populaire nationale est-allemande. Trois années plus tard, en 1964, il intègre la Stasi, la police politique est-allemande.
Entre 1976 et 1979, il suit des cours à l'université du Ministère de la Sécurité d'État à Potsdam. 
Avant d'atteindre le grade de major en 1981, sa thèse traite de « la formation des troupes spécialisées "Sécurité et Lutte contre le terrorisme" dans les bureaux de douane frontaliers de l'administration douanière de la RDA comme condition préalable pour intégrer de façon ciblée et différenciée les membres de l'administration douanière de la RDA dans le système de lutte contre le terrorisme aux points de passage frontaliers de la RDA. ».
Il finit par atteindre le grade de lieutenant-colonel.[Quand ?]

### Ouverture du mur de Berlin
Quelques jours avant le 9 novembre 1989, il reçoit une note spécifiant que la force ne devait désormais plus être utilisée sur le mur. Le 9 novembre 1989, alors qu'il mange un sandwich dans la salle de pause du poste-frontière de la Bornholmer Strasse, Günter Schabowski, membre du Politburo du Comité central du Parti socialiste unifié d'Allemagne (SED), annonce à la télévision que désormais les citoyens de RDA auraient la possibilité de se rendre à l'Ouest, sans délai ni conditions. Devant une foule de plus en plus présente devant le poste-frontière, il appelle ses supérieurs ainsi que d'autres collègues surveillant d'autres postes-frontières. Il est censé repousser la foule et ne faire passer seulement les gens qui sont vraiment en train de crier très fort. Après avoir réalisé que sa vie et celles de ses subalternes sont en danger, il décide de donner l'ordre d'ouvrir le passage à 23 h 30,,,.

### Vie après le mur de Berlin
Après la chute du mur de Berlin, il est chômeur. En 1997, il a assez d'économies pour ouvrir un kiosque à journaux à Berlin avec sa femme. Il est l'objet d'un livre de Gerhard Haase-Hindenberg intitulé Der Mann, der die Mauer öffnete (« L'homme qui a ouvert le mur de Berlin »).